# 马修·斯旺
马修·斯旺（英語：Matthew Swann，1989年5月16日—），澳大利亚男子曲棍球运动员。他曾代表澳大利亚参加2012年和2016年夏季奥林匹克运动会曲棍球比赛，其中2012年奥运会获得一枚铜牌。